# Вімблдонський турнір 2007
Вімблдонський турнір 2007 — тенісний турнір, що проходив на трав'яних тенісних кортах Всеанглійського клубу лаун-тенісу і крокету з 25 червня по 8 липня. Це був третій турнір Великого шолома 2007 року.

## Фіналісти та переможці
Чоловіки, одиночний розряд
 Роджер Федерер переміг  Рафаеля Надаля, 7-6(7), 4-6, 7-6(3), 2-6, 6-2
Жінки, одиночний розряд
 Вінус Вільямс перемогла  Маріон Бартолі, 6-4, 6-1
Чоловіки, парний розряд
 Арно Клеман /  Мікаель Льодра перемогли  Боба Браяна /  Майка Браяна, 6-7(5), 6-3, 6-4, 6-4
Жінки, парний розряд
 Кара Блек /  Лізель Губер перемогли  Катарину Среботнік /  Аї Сугіяму, 3-6, 6-3, 6-2
Мікст
 Єлена Янкович /  Джеймі Маррей перемогли  Алісію Молік /  Йонаса Бйоркмана, 6-4, 3-6, 6-1